# 斉藤暁
斉藤 暁（さいとう さとる、1953年10月28日 - ）は、日本の俳優、声優。身長165cm、体重77kg。血液型はO型。趣味はトランペット。特技は殺陣、福島弁。所属事務所はオフィスPSC。
福島県郡山市出身。東京都狛江市在住。福島県立郡山工業高等学校卒業。

## 略歴
地元テレビ局で勤務する傍ら地元劇団に入団して演劇活動をはじめ、退団後に上京して劇団「自由劇場」に入団。1986年、同劇団所属の大谷亮介、余貴美子と共に劇団東京壱組の創立メンバーとなった。福島時代から合わせて約20年間に渡り数多くの舞台で活動。
東京壱組入団した頃から、テレビドラマなど映像作品への出演が増えた。1990年代には、スーパー戦隊シリーズ（テレビ朝日系）や『うたう!大龍宮城』（フジテレビ系）など特撮作品にも出演。
1997年、『踊る大捜査線』の秋山春海副署長役、及び共演者の北村総一朗や小野武彦と作中で名乗った“スリーアミーゴス”で大ブレイク。以降同シリーズの映画の他、舞台公演やCM・バラエティーにまで出演するほどの人気を獲得。
1999年、『科捜研の女』に榎戸輝男役として出演（第1シリーズのみ）し、その後第5シリーズからは別役の研究員・日野和正として再登場し、以降レギュラー出演している。
2017年の連続テレビ小説『ひよっこ』（NHK）の米屋の店主・安部善三役では、娘役の伊藤沙莉とのテンポのいいやり取りが話題になった。
2019年に福島県にある安達太良山観光大使に任命され、同年9月20日には福島県二本松警察署の一日警察署長を務めた。
2022年公開の、出身地・福島県を舞台にしたアニメ映画『とんがり頭のごん太－2つの名前を生きた福島被災犬の物語－』では、ごん太の飼い主・富田清役の声を担当。
『電磁戦隊メガレンジャー』や『科捜研の女』で監督を務めた田﨑竜太は、斉藤のセリフで視聴者が重要な情報を理解できると評しており、その演技力を評価している。
趣味はトランペット演奏で（詳しくは後述）、狛江市の市民吹奏楽団などで演奏している。

## 人物

### デビュー前
実家は“でんき店”を営んでおり、両親と兄のもとで育った。父親の「将来息子たちに店を継がせたい」との考えにより工業高校電機科に進学したが、直後に「自分は、電機は好きじゃない」と気づいた。高校卒業後に兄と共に家業を手伝ったが、渋々電機業に携わっていたため2年後に仕事が嫌になり、家業を継がせたい父親と取っ組み合いの大ゲンカになった。
家出した後、地元のテレビ局に勤める友人から「1人空きがある」と聞いてそこで働くようになり、2年経った頃に地元の劇団に入って芝居をやり始めた。その後職場で照明と大道具を一人で全て任されたことで体調を崩し、腎盂炎により1ヶ月間の入院生活を送った。ちなみに実家のでんき屋は兄が継いだが、その後2011年の東日本大震災により倒壊したとのこと。

### 劇団員時代
地元の劇団で年1回の公演をやるなどして芝居の面白さを感じ始めたある日、同郷の画家・猪熊克芳と出会った。猪熊から「君は東京に行くべきだ」と発破をかけられたことがきっかけとなり、後日東京の劇団「自由劇場」の試験を受けて合格。これを機に4年間勤めたテレビ局を辞め、地元劇団仲間の女性と結婚して郡山で妻との二人芝居をした後、上京した。
上記の劇団「自由劇場」の入団試験では、審査員からどういう役者になりたいかを聞かれたが、よく分からずとっさに「日本一の役者になりたいです」と答えた。同劇団の入団後は福島訛りがなかなか取れず、稽古のたびに先輩たちから罵倒された。訛りを直すのに苦労したが、先輩女優の吉田日出子には気に入られ、後に本人は「あの頃吉田さんの励ましの言葉がなければ、今の役者人生はなかったかもしれない」と述懐している。売れない役者なため当時はバイトをしながら貧乏生活を送り、同劇団の舞台『上海バンスキング』で初めてギャラをもらった。

### 映像作品について

#### 『踊る大捜査線』
ドラマ及び映画『踊る大捜査線』シリーズのスリーアミーゴス（北村総一朗、小野武彦）での出演シーンは、3つか4つしかないような簡単なシーンでも毎回何十回も念入りに練習を重ねてから本番に臨んだ。。ただし、同シリーズの撮影期間中に取材を受けた時は、3人で「スリーアミーゴスのシーンの練習なんて全然やっていませんよ」と話し、陰で努力していることは言わなかった。

#### 『とんがり頭のごん太』
アニメ映画『とんがり頭のごん太』では、原案著者の仲本剛が出した映画化の条件として「福島弁の言葉を大事にして欲しい」との強い要望があった。これに絡んで福島県出身で、味のある演技力の斉藤の配役が真っ先に決まった。出演を依頼された本人は、「東北の震災関係の作品ということで、何か一つでも僕にできることがあるということが嬉しかった」と語った。

### 音楽関連
中学2年生の頃にトランペットの演奏を始め、社会人になってからしばらく辞めていたが、28歳頃から再びプライベートで演奏するようになった。以降、仕事の合間を塗ってコンサートやジャズフェスティバルなどに演奏者として積極的に参加している。
またトランペット演奏以外にも作詞・作曲を手掛けたり、ヴォーカルを担当することもある。60歳になった頃、還暦の記念にオリジナル曲『Beauty 安達太良（おっぱい山）』を制作した。2016年頃に“トランペットを演奏して時々歌う”というスタイルのバンドを結成した。
プライベート以外では、2007年頃にバラエティ番組『さんまのSUPERからくりTV』（TBS系）の企画バンド『サザエオールスターズ』のメンバーとしてトランペットで参加。2015年の映画『マエストロ!』では、ホルン（トランペットと同じく管楽器）を担当。遡って2009年の映画『僕らのワンダフルデイズ』では、キーボードを担当したが鍵盤楽器なため勝手が違い、練習が大変だったとのこと。

## 出演

### テレビドラマ

#### NHK
- 御宿かわせみ 第2シリーズ「冬の桜」（1983年） - 男
- 連続テレビ小説
  - はね駒（1986年） - 後藤彦市
  - ひまわり（1996年） - 白井則男
  - すずらん（1999年） - 小林正嘉
  - とと姉ちゃん（2016年） - 坂田徳之助
  - ひよっこ（2017年） - 安部善三
  - あんぱん（2025年） - 天宝和尚[7]
- ドラマ新銀河
  - いらっしゃい（1996年） - 三輪
- 憲法はまだか（1996年） - 水谷長三郎
- 大河ドラマ
  - 黄金の日日（1978年） - 水
  - 毛利元就（1997年） - 維光
  - 葵 徳川三代（2000年） - 山内一豊
- 新・半七捕物帳 第16話「冬の金魚」（1997年） - 番頭
- ズッコケ三人組（1999年） - 和尚
- 四千万歩の男（2001年） - 吉助
- 藤沢周平の人情しぐれ町（2001年） - 熊平
- 御宿かわせみ（2002年）
- 川、いつか海へ 6つの愛の物語（2003年）
- 楽園のつくりかた（2003年） - 教頭先生
- ハチロー〜母の詩、父の詩〜（2005年） - 倉野教授
- きみの知らないところで世界は動く（2005年） - 北村弘
- 新選組血風録（2011年） - 広沢富次郎
- 眠れる森の熟女（2012年） - 山下政信
- かぶき者 慶次（2015年） - 安部一左衛門
- 一路 第6回（2015年9月4日） - 浅井
- 大岡越前3（2016年） - 金兵衛
- カナカナ 第19話「みんな闘っているのカナ?」（2022年6月15日） - 徳陽和尚
- 藤子・F・不二雄 SF短編ドラマ シーズン3「異人アンドロ氏」（2025年3月27日）[8]

#### 日本テレビ
- あぶない刑事 第39話「迷走」（1987年7月5日） - 陳
- NEWジャングル（1988年） - サチオ
- もっとあぶない刑事 第18話「魅惑」（1989年2月10日） - 駐車場管理人
- 電脳警察サイバーコップ 第20話「うなる必殺武器!! ギガマックスの威力」（1989年）
- ハロー!グッバイ（1989年）
- 刑事貴族
  - 第2話「その時、銃弾がワナを射抜いた」（1990年4月27日） - 井上
  - 第17話「熱い街から来た刑事」 - 牧師
- 刑事貴族2 第13話「かわいい麻薬捜査官」（1991年7月26日）
- 悪女（1992年、読売テレビ）
- はだかの刑事（1993年）
- じゃじゃ馬ならし（1993年） - 高校の教師
- 西遊記（1994年） - 時獏
- 銀狼怪奇ファイル（1996年） - 現場監督
- 七曲署捜査一係'98（1998年） - 情報屋
- 史上最悪のデート（2000年） - 大江戸寅治郎
- レッツゴー!永田町（2001年） - 津野田信吉
- ごくせん（2002年） - 鷲尾寛治
- ラーメン発見伝（2004年） - 辻井
- 栞と紙魚子の怪奇事件簿（2008年） - 豆腐屋の主人
- 恋のから騒ぎ 〜Love Stories V〜「金星から来た女」（2008年10月10日） - おでん屋の客
- 三毛猫ホームズの推理（2012年） - 小峰哲三
- 怪盗 山猫（2016年） - 源三
- ボイス 110緊急指令室 第9話「雫を追い詰める証拠を探す樋口とひかりの陰で石川の過去が明らかに……!?」（2019年9月14日） - 石川義和
- 花咲舞が黙ってない 第3シリーズ 第2話（2024年4月20日） - 白石吾郎[9]
- 火曜サスペンス劇場
  - あしながおじさん殺人事件（1989年）
  - 松本清張スペシャル・家紋（1990年）
  - わが町
    - わが町V（1994年10月4日） - 久保運転手
    - わが町X（1998年3月17日） - 高島満夫

  - 新任判事補3（1996年2月6日） - 碓井哲夫
  - 救急指定病院5（1996年4月16日） - 工藤幸助
  - 弁護士・朝日岳之助9「プラス「一」の悲劇」（1997年3月4日） - クラブ「パラダイス」マネージャー
  - 当番弁護士6（1998年6月23日） - 土屋和久
  - 身辺警護8（2001年8月14日） - 久松刑事
  - 松本清張スペシャル・鬼畜（2002年） - 引越屋の主人

#### TBS
- 痛快ロックンロール通り（1988年）
- 時間ですよ たびたび（1988年）
- 3年B組金八先生（1995年） - 大畑享大の父（大畑不動産社長）
- 真昼の月（1996年）
- Dear ウーマン（1996年） - 山城課長
- P.S. 元気です、俊平（1999年） - マスター
- 百年の物語（2000年）
- ふしぎな話（2000年） - 喜多川義郎
- 白い影（2001年）
- ケータイ刑事 銭形愛（2002年） - 昇天斎太郎
- ぼくが地球を救う（2002年） - 落合勝
- 末っ子長男姉三人（2003年） - 宮本さん
- ケータイ刑事 銭形泪（2004年） - ベンゴーズ野村
- コスメの魔法（2004 - 2005年） - 大野社長
- ねじれた絆（2004年） - 高橋院長
- ウルトラマンネクサス（2004年） - 山田太一郎
- 今夜ひとりのベッドで（2005年） - 鈴木太一
- ケータイ刑事 銭形雷（2006年） - 貝塚博
- 水戸黄門
  - 第36部 第8話「助っ人アキの越後獅子 -福井-」（2006年9月11日）- 直助
  - BS-TBS版 第1シリーズ 第5話「硯の里の仇討ち -雄勝-」(2017年11月1日)　- 橋本屋栄五郎
- 女子大生会計士の事件簿（2008年） - 坂上幸治
- 赤い刻印〜ショカツ刑事・羽角啓子（2020年） - 糸川喜一
- 月曜ドラマスペシャル→月曜ミステリー劇場→月曜ゴールデン→月曜名作劇場
  - 十津川警部シリーズ9「松島・蔵王殺人事件」（1995年10月9日）
  - 演歌・唱太郎の人情事件日誌3（1997年7月21日）
  - 冠婚葬祭殺人事件（1997年8月25日）
  - カードGメン・小早川茜2「消せない過去」（2001年1月22日） - 黒木勇造
  - 弁護士・猪狩文助1「時の剣」（2001年4月23日） - 徳田欣三
  - 探偵 左文字進4「殺人ツアーにようこそ」（2001年10月15日） - 田口署長
  - 万引きGメン・二階堂雪9「離婚願望」（2002年10月21日） - 下条充男
  - 税務調査官・窓際太郎の事件簿17（2008年9月8日） - 桜井
  - 湯けむりバスツアー 桜庭さやかの事件簿1（2009年4月27日） - 尾畑勇作
  - 警視庁再犯防止課 真崎英嗣（2011年8月1日） - 横山一雄
  - 警視庁機動捜査隊216IV「孤独の叫び」（2014年9月8日） - 大林源太郎
  - ヤメ判 新堂謙介 殺しの事件簿4（2016年9月5日） - 竹本重徳
  - 警視庁岡部班1「倉敷殺人事件」（2017年11月27日） - 田口茂

#### フジテレビ
- 東映不思議コメディーシリーズ
  - じゃあまん探偵団 魔隣組（1988年） - 田敏夫
  - 魔法少女ちゅうかないぱねま!（1989年） - 隣の山田さん
  - 不思議少女ナイルなトトメス（1991年） - ナイルの悪魔三兄弟の長男
  - うたう!大龍宮城（1992年） - 亀山海吉
  - 有言実行三姉妹シュシュトリアン（1993年） - 温泉旅館の主人
- こまらせないで! 第7話「私は白レンジャー」（1989年2月22日） - 蕎麦屋 役
- 阿刀田高サスペンス「法則のある死体たち」（1990年7月16日放送）
- 世にも奇妙な物語
  - 「ロッカー」（1990年）
  - 1991年 冬の特別編「帰れない」（1991年）
  - 「三日間だけのエース」（1991年） - 神様
  - 「佐藤・求む」（1991年）
  - 1993年 真夏の特別編「ガード下の出来事」（1993年）
  - 「友子の長い夜」（1995年） - 山田先生
  - 1996年 春の特別編「年功不序列」（1996年）
  - 1998年 春の特別編「くしゃみ」（1998年）
  - 「日の出通り商店街いきいきデー」（2008年） - 伝さん
- 不思議サスペンス「見知らぬ家族」（1991年）
- 六つの離婚サスペンス「映子の選択」（1992年）
- If もしも（1993年） - 雑誌記者
- じゃじゃ馬ならし (テレビドラマ)（1993年） - 吉崎教諭 役
- 総務課長戦場を行く!（1994年）
- 裸の大将 第71話「清のファインプレー」（1995年）
- 古畑任三郎 第2シーズン 第1話「しゃべりすぎた男」（1996年） - コンビニ店員
- 3番テーブルの客（1996年）
- ナースのお仕事（1996年）
- 木曜の怪談（1997年）
- 踊る大捜査線シリーズ - 秋山晴海
  - 踊る大捜査線（1997年） - 秋山晴海副署長
  - 湾岸署婦警物語 初夏の交通安全スペシャル（1998年） - 秋山春海
  - 踊る大捜査線 THE LAST TV サラリーマン刑事と最後の難事件（2012年） - 秋山春海
- 恋はあせらず（1998年）
- ソムリエ（1998年） - 渋谷春男
- 救命病棟24時（1999年） - 佐竹
- 悪いこと（1999年）
- 花村大介（2000年） - 工藤康雄
- 神様のいたずら（2000年） - 大原啓輔
- クニミツの政（2003年） - 五木田進
- 怪談スペシャル（2005年） - 家老・塚本
- 医龍（2006年） - 烏丸正輝
- CHANGE（2008年）
- CONTROL〜犯罪心理捜査〜（2011年） - 村岡省吾
- 霧に棲む悪魔（2011年） - 対馬諭吉
- 一休さん（2012年） - 吾作
- BARレモン・ハート クリスマス・スペシャル (2017年12月24日、BSフジ) - 福ボクロさん
- 金曜エンタテイメント
  - 大家族デカ1（1997年） - 矢部貢
  - 女弁護士水島由里子の危険な事件ファイル1（1997年）
  - おだまりコンビシリーズ2（2000年） - 春日隆治郎
  - 温泉名物女将!湯の町事件簿（2001年） - 室井
- 金曜プレステージ
  - 介助犬ムサシ〜学校へ行こう!〜（2007年）
  - 外科医 鳩村周五郎（2009年） - 山岡達郎
  - 所轄刑事5（2010年） - 宮元雅史
  - 剣客商売 御老中暗殺（2012年） - 飯田平助

#### テレビ朝日
- ベイシティ刑事（1987年） - オカマバーのマスター
- スーパー戦隊シリーズ
  - 五星戦隊ダイレンジャー（1993年） - サボテン将軍
  - 超力戦隊オーレンジャー（1995年） - 新田（豊の父）
  - 電磁戦隊メガレンジャー（1997年） - 久保田博士
- 風の刑事・東京発!（1996年）
- イタズラなKiss 第3話（1996年11月4日） - 警官
- ガラスの仮面2 最終話（1998年6月29日） - 車掌
- 笑ゥせぇるすまん（1999年） - 古川
- 科捜研の女シリーズ（1999年 - ）
  - 科捜研の女 season1（1999年） - 榎戸輝男
  - 科捜研の女 season5（2004年 - ） - 日野和正
- 十手人（2001年） - 藤兵衛
- ああ探偵事務所（2004年） - 植村社長
- はぐれ刑事純情派（2004年） - 久保博和
- 相棒 season5 第3話「犯人はスズキ」（2006年10月25日） - 堂本達也
- 拝み屋横丁顛末記（2006年） - 松川哲夫
- 菊次郎とさき（2007年）
- 白日の鴉 - 石亀清 
  - 白日の鴉1（2018年1月11日）
  - 白日の鴉2（2020年5月10日） - 「日曜プライム」枠で放送
- 無用庵隠居修行（2018・2020年） - 佐藤茂左衛門
- 天久鷹央の推理カルテ - 袴田邦夫[10]
  - 第3話「麻酔科医殺人事件の謎」（2025年5月6日）
  - 第4話「麻酔科医殺人事件の謎 -解決編-」（2025年5月13日）
- 土曜ワイド劇場→土曜プライム・土曜ワイド劇場
  - 松本清張作家活動40年記念・霧の旗（1991年） - 上田課長
  - 俺たちの銀行強盗（1996年）
  - タクシードライバーの推理日誌（1998年） - 古賀警部
  - 法医学教室の事件ファイル39（2014年）
  - 半落ち（2007年） - 鈴木孝夫
  - 終着駅シリーズ30「殺人の債権」（2016年6月25日） - 福田利一
- 日曜プライム
  - おかしな刑事 京都スペシャル（2020年） - 日野和正

#### テレビ東京
- 松本清張ドラマスペシャル・眼の気流（1994年）
- 刑事追う!（1997年）
- 李香蘭 (テレビドラマ)（2007年） - 山梨稔
- 孤独のグルメ Season2 第1話 （2012年10月10日） - マスター 役
- 執事 西園寺の名推理2 第2話「遊園地爆破に潜む罠」（2019年5月3日） - 藤波義男
- 女と愛とミステリー
  - 黄金の犬（2001年） - 黒木栄治
  - 二重裁判（2001年） - 黒沢誠一
  - 犬笛 (小説)（2002年） - 島谷喜八
  - 和泉教授夫妻シリーズ3（2003年） - 村上刑事
- 水曜ミステリー9
  - 新米事件記者・三咲」（2005年） - 大間津志男
  - 春子の潜入記（2005年） - 青山宗一
  - 篝警部補の事件簿4（2008年） - 牧村警部補
  - 夏樹静子サスペンス　湖に佇つ人「鬼の棲む老舗旅館」（2009年） - 平石警部[11]
  - 捜査検事・近松茂道10（2011年） - 松崎勉
  - 信州山岳刑事 道原伝吉1（2012年） - 伊吹刑事
  - さすらい署長 風間昭平
    - さすらい署長 風間昭平10（2013年） - 水盛刑事課長
    - さすらい署長 風間昭平16（2023年） - 丸森明[12]（「月曜プレミア8」枠で放送）

  - 黒星警部の密室捜査（2015年） - 藤崎修造
- 月曜プレミア8
  - 今野敏サスペンス 警視庁強行犯係・樋口顕 - 吉崎衛
    - 呪縛 警視庁強行犯係・樋口顕（2020年）
    - 雛菊 警視庁強行犯係 樋口顕（2023年）[13]
    - 遠火 警視庁強行犯係 樋口顕（2024年11月25日）[14]

#### WOWOW
- 震度0（2008年） - 間宮民男
- 戦力外通告（2009年） - 天野修一

#### テレビ熊本
- 郷土の偉人シリーズ
  - 押し相撲の名大関 栃光正之～真実一路・待ったなし（2007年10月28日） - 中村治郎 役
  - 夢の足跡 画家マナブ間部 ～ブラジルと日本に架けた虹～（2008年11月2日） - 主演・マナブ間部 役

### 映画
- ギャッピーぼくらはこの夏ネクタイをする!（1990年） - 日比野明
- 天国の大罪（1992年） - 福沢
- はいすくーる仁義外伝 地を這う者（1994年）
- きけ、わだつみの声 Last Friends（1995年） - 大橋軍曹
- ゴジラvsデストロイア（1995年） - 南条[2]
- CAB（1996年） - 組員
- お天気お姉さん（1996年） - 遠藤社長
- 踊る大捜査線シリーズ - 秋山春海 
  - 踊る大捜査線 THE MOVIE（1998年） - 秋山春海副署長
  - 踊る大捜査線 THE MOVIE 2 レインボーブリッジを封鎖せよ!（2003年） - 秋山春海副署長
  - 容疑者 室井慎次（2005年） - 秋山春海副署長
  - 踊る大捜査線 THE MOVIE3 ヤツらを解放せよ!（2010年） - 秋山春海
  - 踊る大捜査線 THE FINAL 新たなる希望（2012年） - 秋山春海
- エコエコアザラクII（1996年） - 大川医師
- 新宿少年探偵団（1998年）
- ガメラ3 邪神覚醒（1999年） - 日野原
- 秘密（1999年） - 弁護士
- 皆月（1999年） - 養鶏業者
- 川の流れのように（2000年） - バスの運転手
- I am 日本人（2006年） - 池永元吉（元さん）
- 天然コケッコー（2007年） - 篤子の父
- あいのこころ（2008年） - 特別出演
- コドモのコドモ（2008年） - 持田ヨシロウ（春菜の父）
- のんちゃんのり弁（2009年） - 園長先生
- 僕らのワンダフルデイズ（2009年） - 渡辺一郎
- トテチータ・チキチータ（2012年） - 教師
- 営業1∞万回（2012年） - 猟銃男 [15]
- マエストロ!（2015年） - 一丁田薫
- 超高速!参勤交代 リターンズ（2016年）
- みとりし（2019年） - 清原医師
- 台風家族（2019年） - 満福寺さん
- 科捜研の女 -劇場版-（2021年） - 日野和正

### オリジナルビデオ
- どチンピラ8（1994年）
- 女子高生コンクリート詰め殺人事件 -壊れたセブンティーンたち（1995年） - 少年Cの父
- 淫獣教師（1995年） - 教頭
- 電磁戦隊メガレンジャーVSカーレンジャー （1998年） - 久保田博士
- 外道（1998年） - 住職

### 舞台
- 幸せの黄色くもない石（1987年）
- お金（1991年）
- 火男の男（1993年）
- チャフラフスカの犬（1994年）
- もう大丈夫（1994年）
- 違うチャフラフスカの犬（1995年）
- ザ・近松（1999年） - 三十郎
- サイドマン（2000年） - アル
- 美女で野獣（2001年）
- Kiss Me Honey（2002年）
- イシマツ〜踊る東海道（2002年） - 浦島太郎
- おしゃべり伝六捕物帖（2002年） - 村上敬四郎、敬四郎鬼
- ファンタスティック（2005年・2010年）
- スウィニー・ドット（2007年・2011年） - ビードル
- おんな太閤記（2007年） - 彦兵衛
- フライパンと拳銃（2008年）
- 三田村組第18回公演『男の一生（2010年） - 天童
- オーシャンズ11（2014年） - ソール・ブルーム
- ヴェローナの二紳士（2014年） - 宿屋の主人
- ミュージカル『TARO URASHIMA』（2016年8月 明治座） - カメ/乙姫のじいや [16][17]
- 舞台ブラック・ジャック（2024年3月 博品館劇場） - 可仁桂三

### 劇場アニメ
- ホーホケキョとなりの山田くん（1999年、スタジオジブリ） - 配達人
- ギブリーズ episode2（2002年、スタジオジブリ） - 徳さん
- スチームボーイ（2004年、東宝） - アーチボルド・サイモン[18]
- ブレイブストーリー（2006年） - 獣人
- とんがり頭のごん太 〜2つの名前を生きた福島被災犬の物語〜（2022年、ワオコーポレーション） - 富田清[19]

### バラエティ
- ウンナンの気分は上々
- ウチくる!?
- 快傑えみちゃんねる
- 音遊人
- ぐるぐるナインティナイン
- コメディー道中でござる
- 関口宏の東京フレンドパークII
- 笑っていいとも
- 踊る!さんま御殿!!
- ダウンタウンDX
- はねるのトびら
- 男達の風景
- 世直しバラエティー カンゴロンゴ
- イチハチ 爆笑特大号 浜田の前で人気芸能人16人がキレまくりSP（2011年2月9日）
- 人志松本の○○な話 人気企画の3本立て!!SP（2011年4月1日）
- 人志松本の○○な話（2011年4月8日）
- くりぃむクイズ ミラクル9（2013年1月16日、テレビ朝日） - ゲストチームキャプテン、高橋英樹ナインのチーム解答者でゲスト出演
- 日本人の3割しか知らないこと くりぃむしちゅーのハナタカ!優越館（2017年 - 、テレビ朝日） - 主にVTR出演（『科捜研の女』放送期間中は番組宣伝を兼ねていると自称）

### CM
- 日本リロケーション
- ライオン「デントヘルス」
- 増毛商品MJO（2013年）
- ドリームキャスト版シーマン 〜禁断のペット〜（1999年7月）

### 玩具
- 電磁戦隊メガレンジャー 戦隊職人 デジタイザー&バトルライザー -MEGAREAL EDITION-（2019年1月）
- 電磁戦隊メガレンジャー 戦隊職人 ケイタイザー -MEGAREAL EDITION-（2019年2月）